# Compsibidion charile
Compsibidion charile là một loài bọ cánh cứng trong họ Cerambycidae.